# Ravensara coriacea
Ravensara coriacea är en lagerväxtart som beskrevs av André Joseph Guillaume Henri Kostermans. Ravensara coriacea ingår i släktet Ravensara och familjen lagerväxter. Inga underarter finns listade i Catalogue of Life.